# Elmer

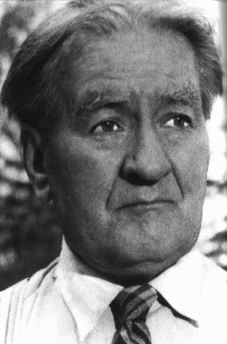
Elmer Diktonius

Mansnamnet Elmer har germanskt ursprung, kommer närmast från fornengelskans Æthelmær och betyder 'ädel' och 'berömd'.
Namnet är ovanligt, men har en uppgående trend bland nyfödda. Den 31 december 2005 fanns det totalt 864 personer i Sverige med namnet, varav 307 med det som tilltalsnamn.
Namnsdag: Ingen officiell namnsdag (1986–2000: 28 mars) i Sverige. I den finlandssvenska namnsdagslängden har Elmer namnsdag 3 januari sedan 1995.

## Personer med förnamnet Elmer
- Elmer Bernstein, amerikansk kompositör, främst av filmmusik
- Elmer Diktonius, finlandssvensk författare, översättare, litteratur- och musikkritiker samt tonsättare
- Elmer Lamppa, amerikafinländsk sångare
- Elmer Niklander, finländsk friidrottare

## Fiktiva personer med förnamnet Elmer
- Elmer Gantry, titelfigur i Sinclair Lewis' roman Elmer Gantry från 1927 som även har filmatiserats.
- Elmer Fudd (Helmer Mudd), en figur i den animerade filmserien Looney Tunes